# Amblychia schistacea
Amblychia schistacea là một loài bướm đêm trong họ Geometridae.